# کوه چمبرلین
کوه چمبرلین (به انگلیسی: Mount Chamberlin) یک تپه در ایالات متحده آمریکا است که در شهرستان تولار، کالیفرنیا واقع شده‌است. کوه چمبرلین ۴٬۰۱۳٫۹۶ متر بالاتر از سطح دریا واقع شده‌است.